# Решемское сельское поселение
Решемское се́льское поселе́ние — муниципальное образование в Кинешемском районе Ивановской области Российской Федерации.
Административный центр — село Решма.

## География
Расположено в восточной части района.
Территория поселения составляет 52 000 га, включая:
- земли сельскохозяйственного назначения — 17 600 га
- пашня — 12 216 га
- многолетние насаждения — 16 га
- сенокосы — 1324 га
- лесные угодья — 11 193 га
- дороги — 125 га
- земли особо охраняемых территорий — 0,5 га[1].

## История
Совет рабочих и крестьянских депутатов был создан в Решме уже в 1917 году. В 1923 году все сельские Советы в деревнях были ликвидированы и на основе их создан один совет в селе Нагорном, просуществовавший до 1950-х годов. Этот сельский совет стал именоваться Решемским. Спустя два года на территории Решемского сельского совета начинают создаваться колхозы. Первый из них, «Передовик», был создан в деревне Пичугино, в 1,5 км от Решмы. В 1935 году слиянием трёх коллективов образовался колхоз с центральной усадьбой в селе Решма, который был назван именем 17-го съезда ВКП(б). Вскоре после Великой Отечественной войны к решемскому колхозу были присоединены соседние колхозы.
В расширенных границах решемский колхоз действовал до 1960 года, когда на его землях был образован совхоз «Решемский». В 1966 году, совхоз стал преимущественно птицеводческим, но продолжал заниматься растениеводством и животноводством. Совхоз был крупнейшим в Ивановской области.
В окрестностях Решмы располагались несколько пионерских лагерей, санаторий-профилакторий кинешемского завода «Поликор» и плавучий дом отдыха строителей треста «Кинешмастрой». Неподалёку от пионерских лагерей Министерство здравоохранения СССР построило крупный дом отдыха и причал для скоростных судов. Решма была связана с Кинешмой и Юрьевцем регулярным речным сообщением.
Статус и границы сельского поселения установлены Законом Ивановской области от 25 февраля 2005 года № 42-ОЗ «О городском и сельских поселениях в Кинешемском муниципальном районе». Решемское сельское поселение было образовано путём слияния трёх сельских советов: Решемского, Дьячевского и Журихинского.

## Население
| 2002  | 2010  | 2011  | 2012  | 2013  | 2014  | 2015  |
| ----- | ----- | ----- | ----- | ----- | ----- | ----- |
| 3980  | ↘3132 | ↘3121 | ↘3085 | ↗3107 | ↘3071 | ↗3107 |
| 2016  | 2017  | 2018  | 2019  | 2020  | 2021  |       |
| ↘3089 | ↗3109 | ↘3060 | ↘2971 | ↘2876 | ↘2488 |       |

## Состав сельского поселения
| №  | Населённый пункт | Тип населённого пункта       | Население |
| -- | ---------------- | ---------------------------- | --------- |
| 1  | Антипино         | деревня                      | 98        |
| 2  | Афонинская       | деревня                      | 0         |
| 3  | Березники        | деревня                      | 2         |
| 4  | Бубякино         | деревня                      | 0         |
| 5  | Будилово         | деревня                      | 2         |
| 6  | Ванюково         | деревня                      | 12        |
| 7  | Вахнево          | деревня                      | 0         |
| 8  | Гаврилово        | деревня                      | 7         |
| 9  | Галашино         | деревня                      | 6         |
| 10 | Говядино         | деревня                      | 0         |
| 11 | Гордюшино        | деревня                      | 14        |
| 12 | Грибцово         | деревня                      | 7         |
| 13 | Давыдиха         | деревня                      | 0         |
| 14 | Дуниха           | деревня                      | 3         |
| 15 | Дьячево          | деревня                      | 1407      |
| 16 | Дюколово         | деревня                      | 5         |
| 17 | Журихино         | деревня                      | 264       |
| 18 | Замятино         | деревня                      | 0         |
| 19 | Климушино        | деревня                      | 0         |
| 20 | Кондраково       | деревня                      | 17        |
| 21 | Корсаково        | деревня                      | 1         |
| 22 | Косикино         | деревня                      | 0         |
| 23 | Куляндино        | деревня                      | 0         |
| 24 | Курино           | деревня                      | 0         |
| 25 | Малая            | деревня                      | 0         |
| 26 | Мальцево         | деревня                      | 0         |
| 27 | Манылово         | деревня                      | 2         |
| 28 | Масленниково     | деревня                      | 0         |
| 29 | Матвеево         | деревня                      | 6         |
| 30 | Молоковка        | деревня                      | 0         |
| 31 | Мухортово        | деревня                      | 149       |
| 32 | Мысы             | деревня                      | 9         |
| 33 | Огариха          | деревня                      | 2         |
| 34 | Осеево           | деревня                      | 3         |
| 35 | Пеньки           | деревня                      | ↘58       |
| 36 | Пичугино         | деревня                      | 0         |
| 37 | Пичугино         | деревня                      | 12        |
| 38 | Решма            | село, административный центр | ↘911      |
| 39 | Салтаниха        | деревня                      | 4         |
| 40 | Сергеевка        | деревня                      | 7         |
| 41 | Совки            | деревня                      | 0         |
| 42 | Сокерново        | деревня                      | 2         |
| 43 | Сонинская        | деревня                      | 2         |
| 44 | Степунино        | деревня                      | 0         |
| 45 | Стулово          | деревня                      | 12        |
| 46 | Сыровская        | деревня                      | 0         |
| 47 | Тереховская      | деревня                      | 0         |
| 48 | Третьяково       | деревня                      | 0         |
| 49 | Ульяново         | деревня                      | 0         |
| 50 | Чигаево          | деревня                      | 0         |
| 51 | Шевалдово        | деревня                      | ↘2        |
| 52 | Ширшовка         | деревня                      | 11        |
| 53 | Якушево          | деревня                      | 95        |

## Транспорт
По территории поселения проходит дорога регионального значения Кинешма — Юрьевец — Пучеж — Пурех.

## Монастырь и храмы
- Макариев-Решемский женский монастырь в селе Решма, основан в начале XVII века по инициативе жителей слободы Решмы во имя преподобного Макария Желтоводского и Унженского[19].
- Каменные приходские храмы середины XVIII века бывшего села Нагорное при слободе Решма. В 1754 году на средства прихожан построен летний однопрестольный пятиглавый Храм Воскресения Христова; в середине XVIII века — также однопрестольный зимний Храм Николая Чудотворца. В комплекс входила восьмигранная столпообразная колокольня, завершённая высоким шатром, костромского типа. Основание колокольни служило притвором Храма Воскресения. При церквях находилось кладбище[20]. Храм Николая Чудотворца в настоящее время действует в качестве храма Макариев-Решемского монастыря. Храм Воскресения за годы советской власти превращён в руины. Храмовый комплекс представляет собой пример позднего использования форм и приёмов допетровского зодчества в строительстве XVIII века[21].
- Каменные приходские храмы Рождества Христова слободы Решма. В комплекс входила однопрестольная летняя церковь, с каменной колокольнею и зимняя церковь, имевшая два престола: в честь Смоленской иконы Божией Матери и преподобного Иоанна Рыльского. При церквях находилось кладбище[22].

- Храм Николая Чудотворца Макариев-Решемского монастыря
- Храм Воскресения Христова